# 陶巴秧鸡
陶巴秧鸡（学名：Taubacrex）又译陶巴鸡，是一种已经灭绝的，属于凯尔西塚雉科的泛鸡形目鸟类，发现于晚渐新世至早中新世的巴西圣保罗陶巴特盆地的Tremembé组。模式种食谷陶巴秧鸡（学名：Taubacrex granivora）。这一物种最初被认为属于秧鸡科，但目前普遍认为是鸡雁小纲的一员。它提供了最早的鸡形目鸟类胃石记录。